# Live at Maritime Hall San Francisco
Live at Maritime Hall San Francisco – drugi album koncertowy Michaela Rose’a, jamajskiego wykonawcy muzyki reggae.
Płyta została wydana w roku 2002 przez amerykańską wytwórnię 2B1 Records. Znalazło się na niej nagranie z koncertu muzyka w San Francisco w roku 2001. Produkcją krążka zajął Boots Hughston.

## Lista utworów
1. "Intro: Shorts Temper"
2. "Sensemilla"
3. "Guess Who's Coming To Dinner"
4. "How You Fi Do That"
5. "Shine Eye Gal"
6. "Plastic Smile"
7. "Cookie Jar"
8. "General Penitentiary"
9. "Black Maria"
10. "Abortion"
11. "Sponji Reggae"
12. "Mondays"
13. "Solidarity"
14. "Dance Wicked"

## Muzycy
- Tony Chin - gitara
- George "Fully" Fullwood - gitara basowa
- Odie Johnson - perkusja
- Michelle Gordon - chórki